# Rhomphaea barycephala
Rhomphaea barycephala är en spindelart som först beskrevs av Roberts 1983.  Rhomphaea barycephala ingår i släktet Rhomphaea och familjen klotspindlar.
Artens utbredningsområde är Aldabra. Inga underarter finns listade i Catalogue of Life.